# Slovní hříčka
Slovní hříčka je záměrné užití slov způsobem, který pozměňuje jejich obvyklý význam. Výsledek je často žertovný.
Slovní hříčka je obecně jakákoli jazyková hra, která manipuluje se slovy nebo zvuky. Často bývá součástí vtipné poznámky, hádanky nebo anekdoty. Mezi slovní hříčky se řadí některé básnické a literární techniky. Cílem slovní hříčky je zaujmout, překvapit, vyvolat úžas nebo pobavit.
Slovní hříčky se v ústních kulturách poměrně běžně používají jako prostředek umocňující mohutnost vyjádření/vnímání. Příklady textových (grafických, pravopisných) slovních hříček lze běžně nalézt v jazycích s písmem založeným na abecedě, známy jsou však i homofonní hříčky v mandarínské čínštině.
Slovní hříčkou je například název slovní hry Wordle, který vychází ze jména jejího autora, jímž je Josh Wardle.

## Příklady slovních hříček
Akrostich – báseň, v níž počáteční písmena, slabiky nebo slova každého verše nebo sloky tvoří slovo, jméno nebo větu, které se rovněž mohou nazývat „akrostich“:
Wítán buď každý, kdo nesmýšlí nemoudře

I ten, jenž dokořán mysl svou otevře

Koruny netřeba, netřeba haléře

I začal Zlatý věk v pravdě a myšlení

Poselstvím ryzím, jež nikdy se nezmění

Exaktním průvodcem lidského vědění

Dávno se nenosí stavět moc nad rozum

I proto vykřič v svět: „Cogito ergo sum!“

Expanze poznání nechť vládne našim dnům…
Obdobami akrostichu jsou telestich (poslední písmena), mezostich (sloupec písmen uprostřed veršů) a další.
SmysluPLNÝ text s novým VÝZNAMem může vzniknout i zvýrazněním jednotlivých znaků nebo SLOV v běžném textu.
Akronym – zkratkové slovo, zkratka, která se nehláskuje, ale vyslovuje se jako slovo, může se i skloňovat. Sestává z prvních písmen nebo částí slov původního názvu:

Brexit (Británie a exit)

UNICEF, UNESCO...
Ambigram – slovo, které se hrou symetrie (středové, horizontální nebo vertikální) buď přemění v jiné slovo, nebo si zachová svůj vzhled; ambigramy je například logo firmy New Man nebo kapely ABBA. Číslo 7350 na segmisegmentovém displeji dává po otočení slovo OSEL. Ambigram je zároveň kaligrafická technika.
Anacyklika – slovo nebo věta je smysluplné i při čtení zprava doleva, obvykle se přitom ignoruje diakritika a mezery, v podstatě jde o speciální případ přesmyčky; obecně je text při čtení zprava doleva jiný, je-li stejný, jde o palindrom.
Anagram (přesmyčka) – slovo, které vznikne z původního slova přeskládáním písmen, lze provést i s více slovy nebo celou větou, obvykle se ignoruje diakritika:
```
makrela – karamel – reklama
já lord Voldemort – Tom Rojvol Raddle
(v anglickém originále: Tom Marvolo Riddle – I Am Lord Voldemort)
```

Asteismus = konverzační hříčka, ironie, chytání za slovo:
```
A: „Urazils’ mou osobu.“
B: „Kterou myslíš?“
```

Palindrom - text je při čtení zprava doleva stejný jako zleva doprava (speciální případ anacykliky):
```
Kobyla má malý bok
nepochopen
```

Pangram
Kakofonie (nesoulad, nelibozvučnost) – nejčastěji zřetězení obtížně vyslovitelných stejně znějících nebo přízvučných slabik:

Strč prst skrz krk.

Nesnese se se sesekaným.
Kalambúr – je založen na homofonii nebo polysémii, tj. grafické nebo zvukové podobě slov:

Potkají se dvě kamarádky a jedna povídá: "Jdeme nakupovat, manžel mi dal kreditku." "A PIN dal?" "Ne, nepindal."
Kakemfaton – pokud sousedící slabiky vytvoří nevhodný (obvykle obscénní nebo vulgární) obsah.
Narážka (annonminace):

Hynek máchá slovem. (Hynek Mácha)

## Překladatelský oříšek
Slovní hříčky obvykle nelze přeložit do jiného jazyka. Často však lze nalézt ekvivalent s podobným vyzněním:

V jedné z knih Terryho Pratchetta je v anglickém originále celý odstavec popisující gnu (pakůň), aby pak vyšlo najevo, že došlo k záměně s gun (střelná zbraň). Jan Kantůrek namísto toho v českém překladu použil dvojici garnát, jehož popisu věnoval příslušný odstavec, a granát.